# Marina di Modica
Marina di Modica è una frazione balneare del comune di Modica. Fino agli anni sessanta la località era nota localmente come Sarciuri, Ciarciuri o Circiuri, reso poi in italiano come Ciarciolo.

## Geografia

### Territorio
Marina di Modica si affaccia sul Mar Mediterraneo e costituisce, insieme all'attiguo abitato di Maganuco, la principale frazione balneare di Modica, da cui dista 17 km. Il centro abitato più vicino è Pozzallo, da cui dista 6 km.

## Storia
Il litorale di Marina di Modica era già abitato nel III secolo a.C., come testimoniato dal ritrovamento, nei pressi del laghetto di Punta Regilione, di una necropoli presso cui si ritiene possa essere sorto anche un piccolo villaggio.
Durante la dominazione araba, la località era nota come Gadir ar Sarsur, traducibile con Pantano della Cutrettola, come riportato da Edrisi.
Nel XVI secolo Tommaso Fazello inserisce Marina di Modica, con il toponimo Corcirus, tra le località del litorale, facendo intendere che la zona fosse abitata. Inoltre, la rada di Marina di Modica era un punto di approdo utilizzato spesso da pirati, prima che nella confinante Pozzallo venisse costruita la Torre Cabrera.
La località ha visto un improvviso popolamento, che ha portato alla nascita dell'attuale frazione, negli anni sessanta, quando molti modicani hanno iniziato a costruire lungo questo lembo di costa, in quegli anni ancora noto come Contrada Ciarciolo, le proprie abitazioni per le vacanze. La frazione ha una popolazione permanente di circa 800 abitanti, che aumentano sensibilmente nel periodo estivo.

## Economia
L'economia della frazione è prevalentemente basata sul turismo balneare. La spiaggia di Marina di Modica è stata premiata con la bandiera blu e con due vele nella Guida Blu edita da Legambiente e dal Touring Club Italiano. Nei pressi del confine comunale con Scicli, in contrada Pisciotto, sorge la Fornace Penna, utilizzata come set cinematografico in un episodio della serie Il commissario Montalbano.
Nei pressi della frazione sorge l'agglomerato industriale Modica-Pozzallo, che si estende su 5 chilometri quadrati e ospita diverse attività produttive.

## Infrastrutture e trasporti
La frazione è attraversata dalla SP 66 Litoranea, che la collega alle limitrofe Sampieri e Pozzallo, ed è collegata a Modica dalla Strada statale 194 Ragusana.
A Marina di Modica è presente un'aviosuperficie con pista di 600m in terra battuta.

## Galleria d'immagini

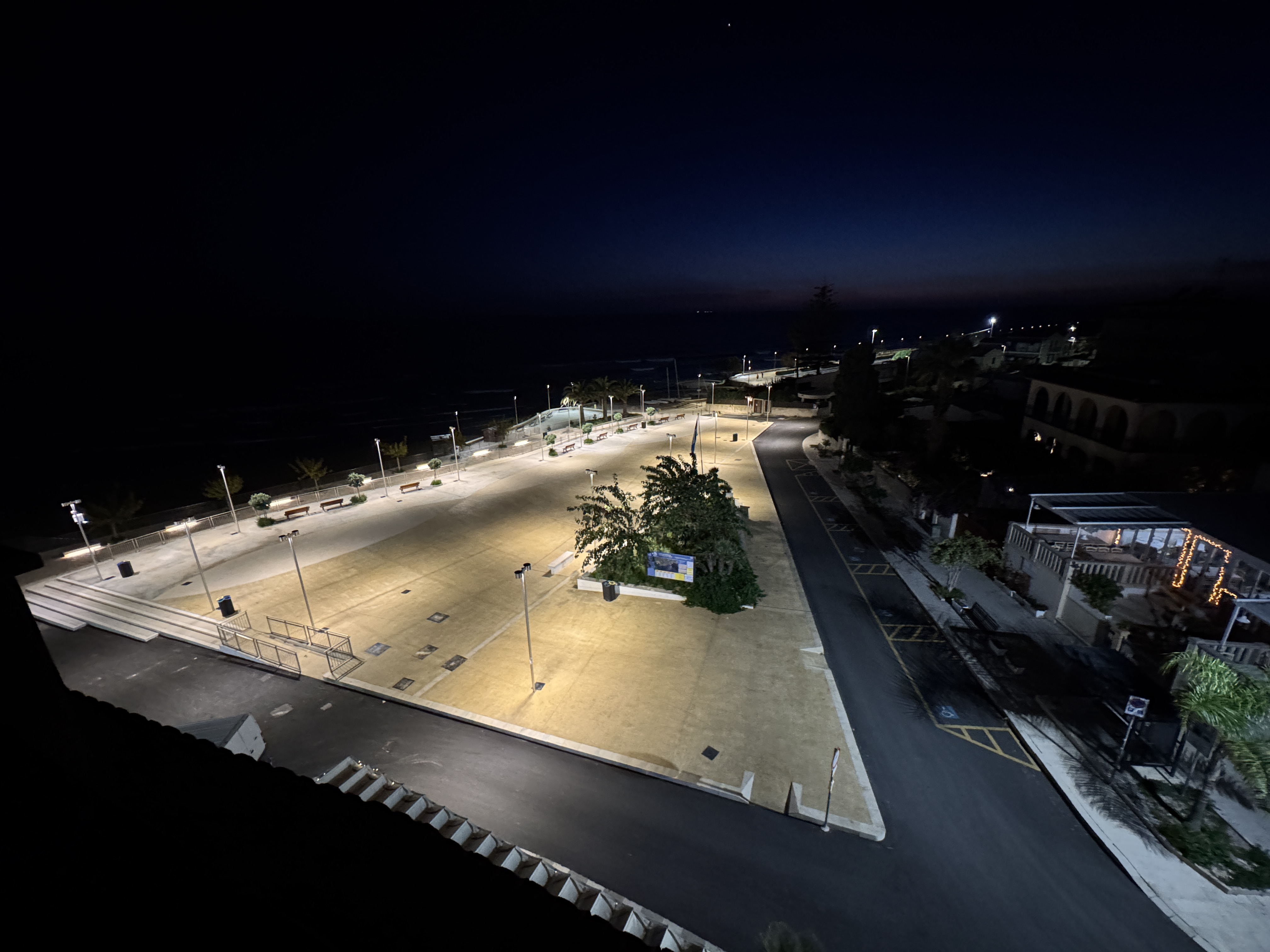
Piazza Mediterraneo
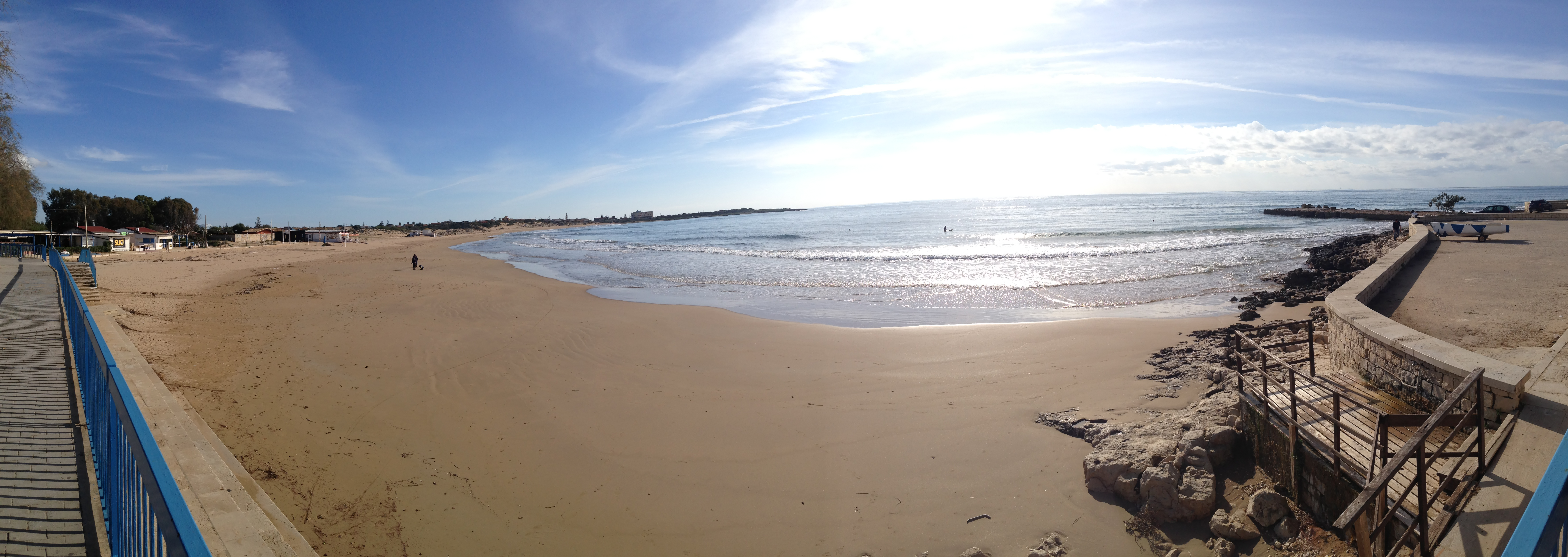
Spiaggia di Marina di Modica
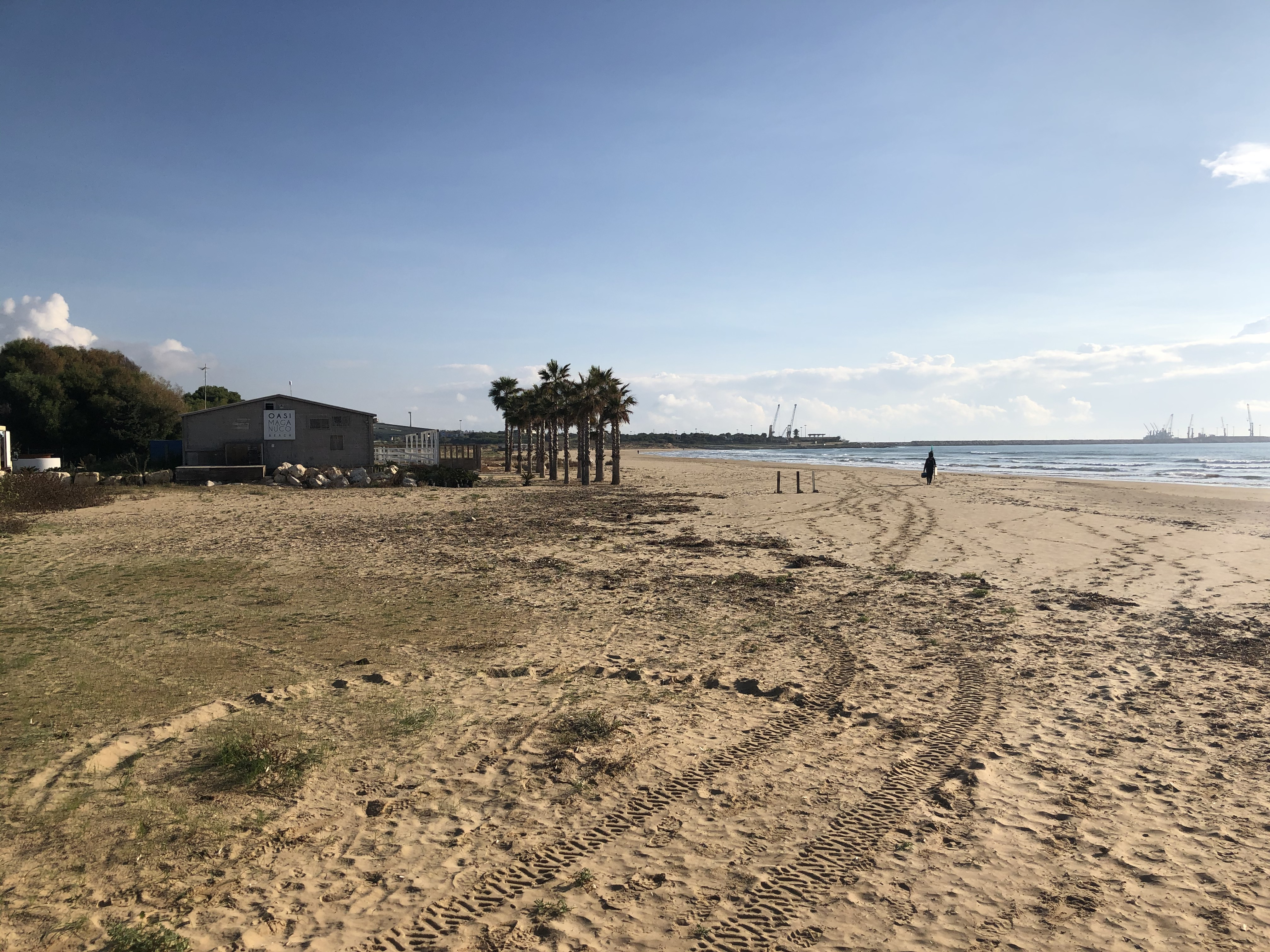
Spiaggia Maganuco
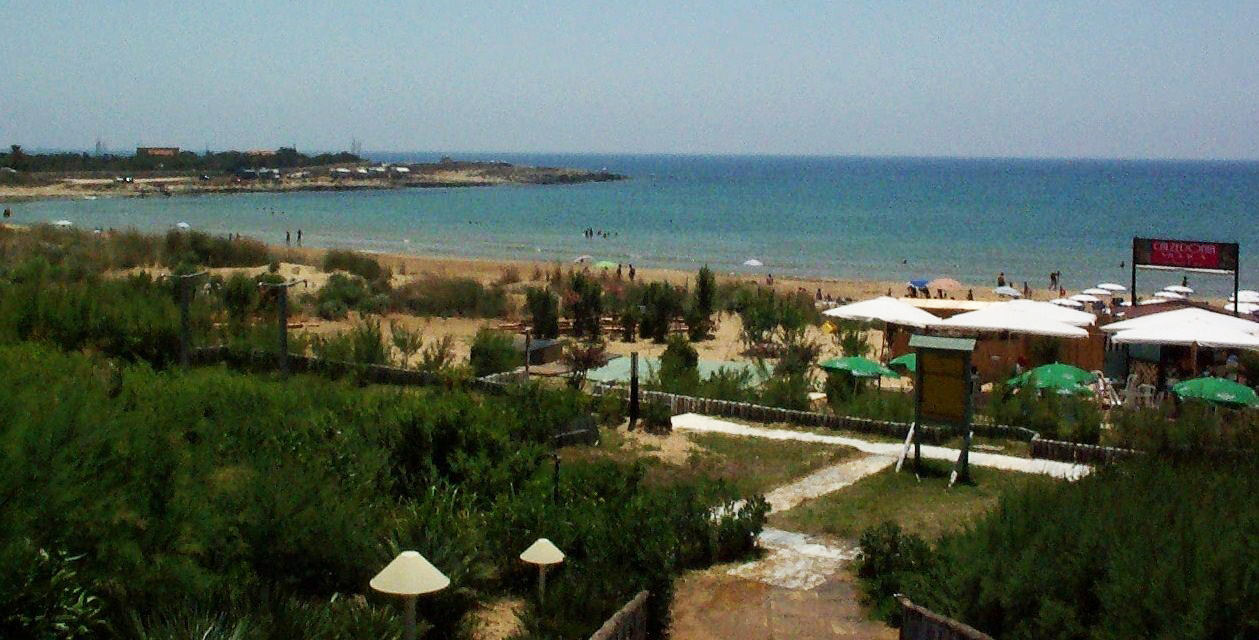
Spiaggia di Punta Regilione